# Eilsdorf
Eilsdorf is een plaats en voormalige gemeente in de Duitse deelstaat Saksen-Anhalt, en maakt deel uit van de Landkreis Harz.

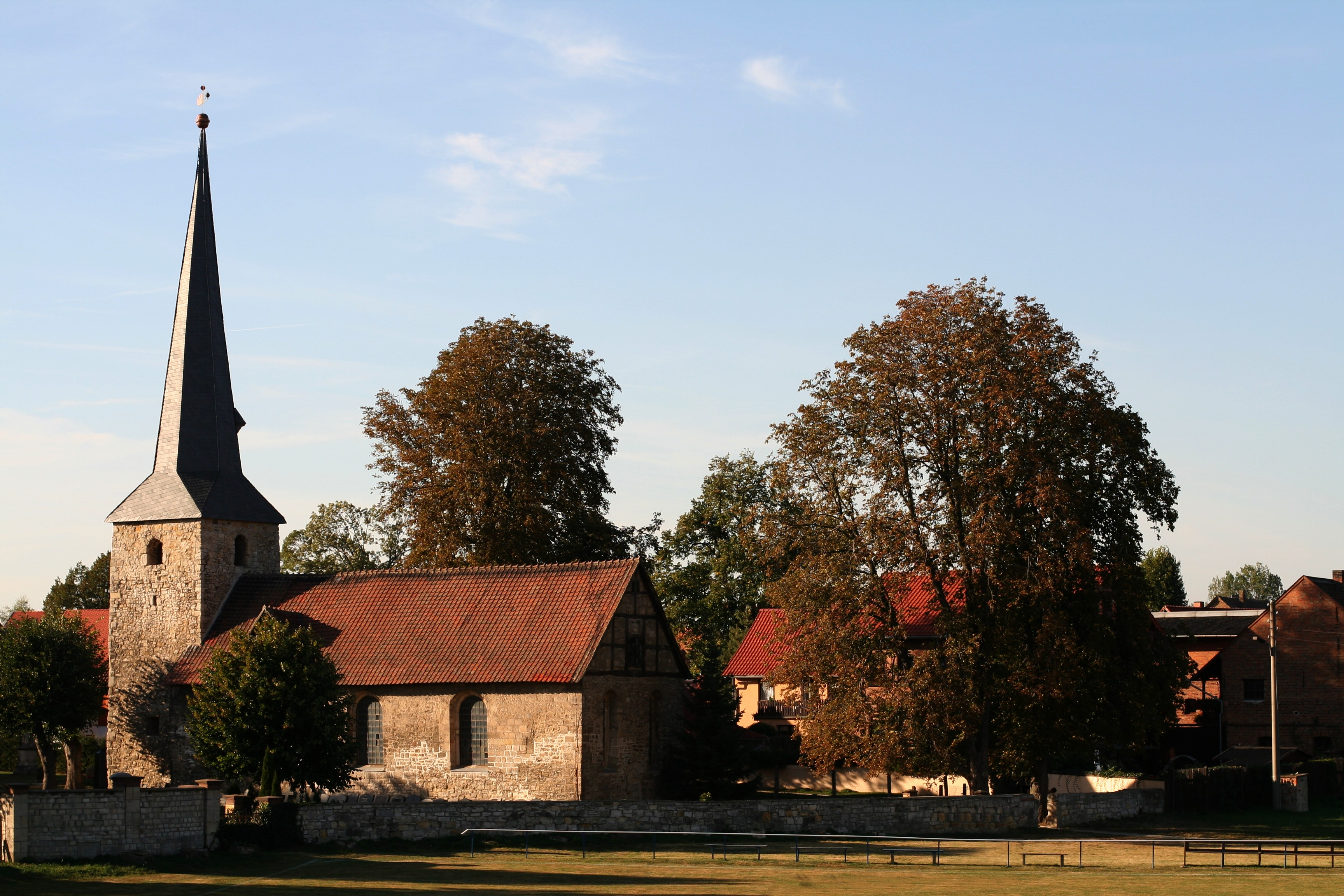
Kerk van Eilsdorf

Eilsdorf telt 460 inwoners.